# Fifth Third Bank
Pour les articles homonymes, voir FTB.

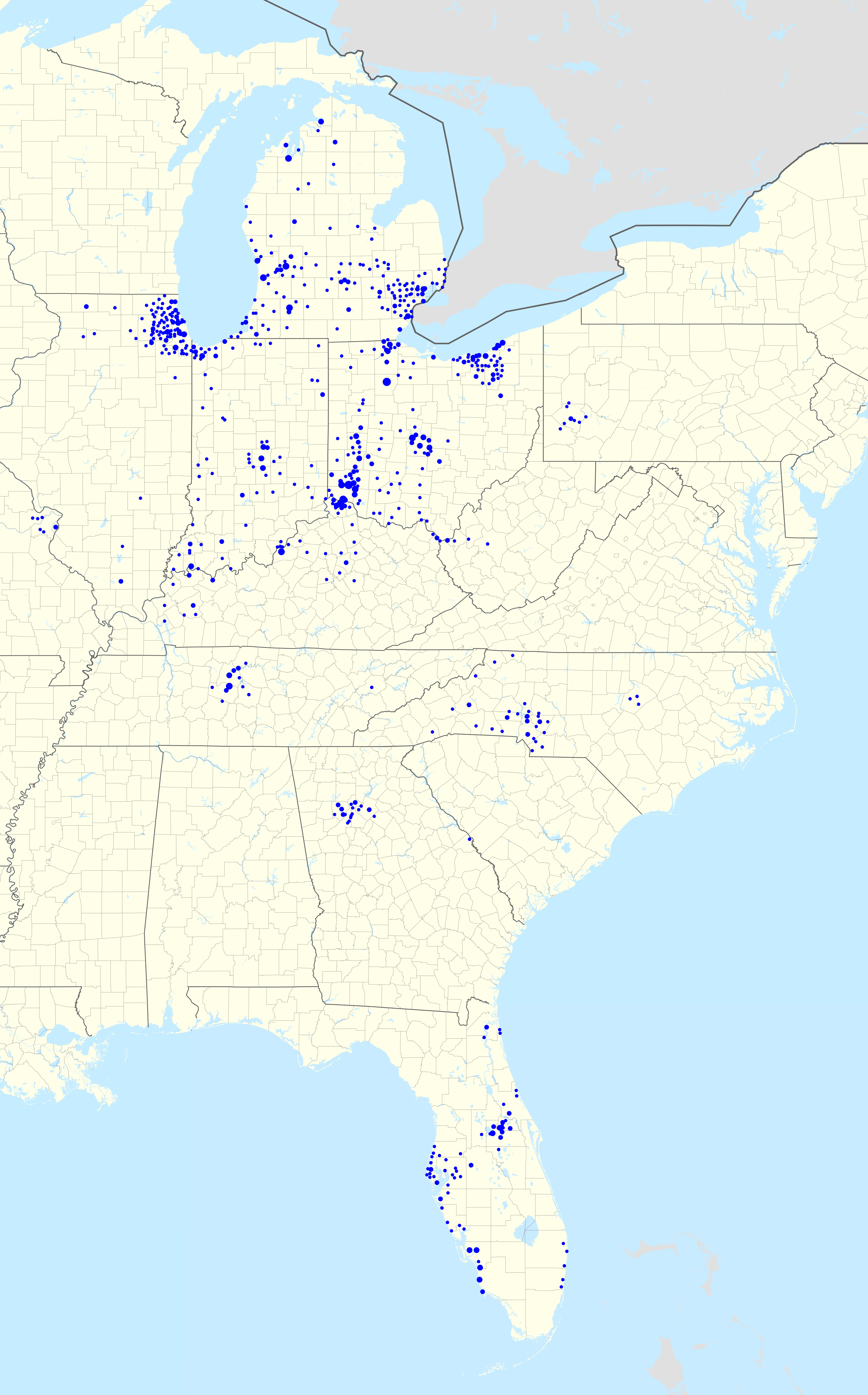
Carte des implantations locales de Fifth Third Bank en 2015.

La Fifth Third Bank ou FTB (ou 5/3 Bank) est une banque régionale américaine basée à Cincinnati dans l'Ohio. Elle possède [Quand ?] 1 232 agences et 2 213 distributeur automatique de billets, dans les États de l'Ohio, du Kentucky, de l'Indiana, du Michigan, de l'Illinois, de la Floride, du Tennessee, de la Virginie-Occidentale, de la Pennsylvanie, de la Géorgie, de la Caroline du Nord et du Missouri. C'est ainsi l'une des principales banques du Midwest.

## Histoire

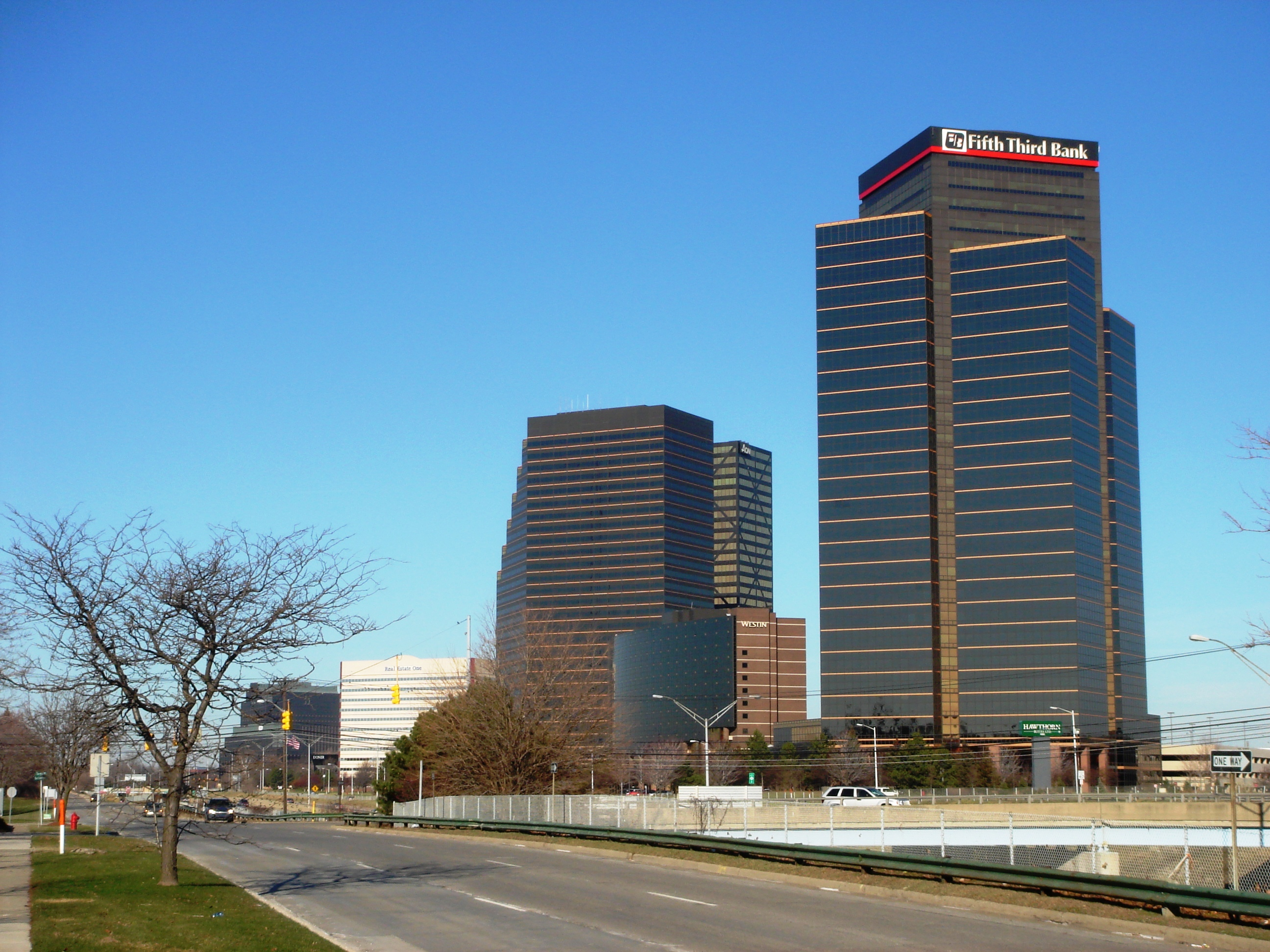
Bureaux de Fifth Third Bank à Southfield dans le Michigan

L'histoire de Fifth Third Bank remonte en 1858, avec l'ouverture de the Bank of the Ohio Valley à Cincinnati. 5 ans plus tard en 1863, The Third National Bank ouvre ses portes et en 1871 acquiert the Bank of the Ohio Valley.
En 1908, s'opère une fusion entre The Fifth National Bank et The Third National Bank créant une nouvelle entité : The Fifth Third National Bank of Cincinnati. En 1969, le nom de la banque évolue et devient Fifth Third Bank. Son siège social est a cette date transférée dans le Fifth Third Center (Cincinnati) (en), un gratte-ciel de 129 m de haut construit par Harrison & Abramovitz.
En 1998, Fifth Third acquiert Enterprise Federal Bancorp pour 92 millions de dollars, lui permettant de renforcer sa présence dans l'Ohio notamment à Cincinnati.
En novembre 2000, Fifth Third acquiert Old Kent pour 4,9 milliards de dollars. Par cette acquisition Fifth Third renforce sa position dans l'agglomération de Chicago, et dans une moindre mesure dans le Michigan, l'Illinois et l'Indiana, et grâce à cette acquisition récupère 300 agences. Elle possède alors après cette opération 980 agences dans l'Illinois, le Michigan, l'Indiana, l'Ohio, Michiga et le Kentucky,,.
En mars 2004, Fifth Third acquiert Southern Community Bank, présent en Floride. Puis en août 2004, Fifth Third acquiert First National Bankshares pour 1,5 milliard de dollars, lui permettant de consolider ses positions en Floride. First National avait 77 agences pour 1 500 employés,. En mai 2007, Fifth Third acquiert la filiale Crown Bank de R&G Financial, pour 288 millions de dollars, lui permettant de renforcer encore une fois sa présence en Floride,.
En août 2007, Fifth Third acquiert First Charter pour 1,1 milliard de dollars, lui permettant d'acquérir 60 agences en Caroline du Nord et en Géorgie,.
En mai 2018, Fifth Third annonce l'acquisition de MB Financial pour 4,7 milliards de dollars, renforçant sa présence dans l'agglomération de Chicago, avec l'acquisition d'environ 90 agences dans la ville.

### Identité visuelle (logo)

Logo de 1969 à 2007
Logo depuis 2007